# Eois porphyretica
Eois porphyretica är en fjärilsart som beskrevs av Oswald Beltram Lower 1896. Eois porphyretica ingår i släktet Eois och familjen mätare. Inga underarter finns listade i Catalogue of Life.